# 納達爾 (攝影家)
纳达尔（法語：Nadar，1820年4月6日—1910年3月23日），本名加斯帕尔·费利克斯·图尔纳雄（Gaspard-Félix Tournachon），是法国早期摄影家，漫画家、记者、小说家和热气球驾驶者。纳达尔利用摄影术为许多十九世纪名人留下肖像而著名。

## 生平
纳达尔出生于巴黎（有资料记载为里昂）。从小家境富裕，学习医学。1833年，他父亲的公司倒闭，全家回到里昂。纳达尔转行做记者，后来又做过艺术评论家。这个时期摄影术在巴黎逐渐兴盛起来。纳达尔看到这个机会，就把自己的弟弟阿德里安介绍给摄影师勒·格雷学习摄影。在弟弟给别人拍照时，他常常来做帮手。1838年，他开始为里昂的一家《喧闹报》撰写文章，署名“纳达尔”。1842年他定居巴黎，自学绘画，并在几家期刊上发表了文艺作品。他早先曾为一家剧院写过剧本，并在1849年创办了《戏剧》杂志。

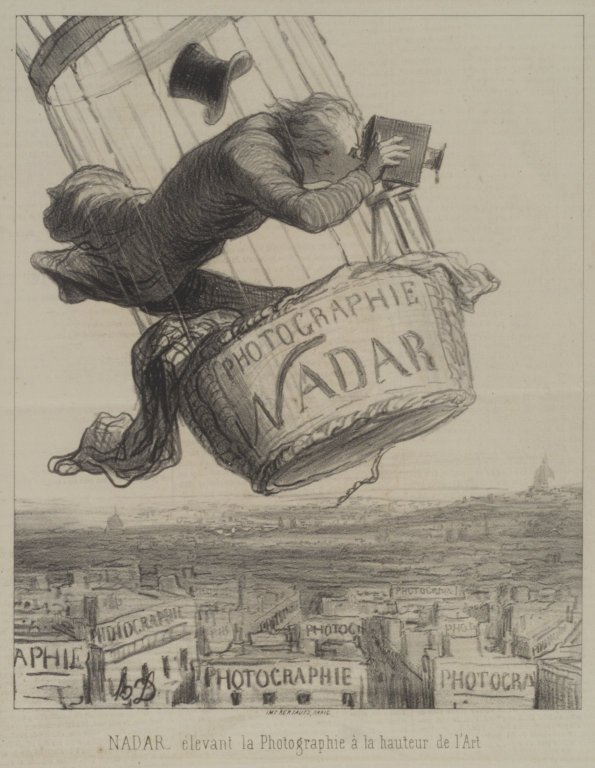
"Nadar élevant la Photographie à la hauteur de l'Art"（纳达尔提升摄影至艺术的境界）。 奥诺雷·杜米埃的版画，出现在1863年5月25日的Le Boulevard

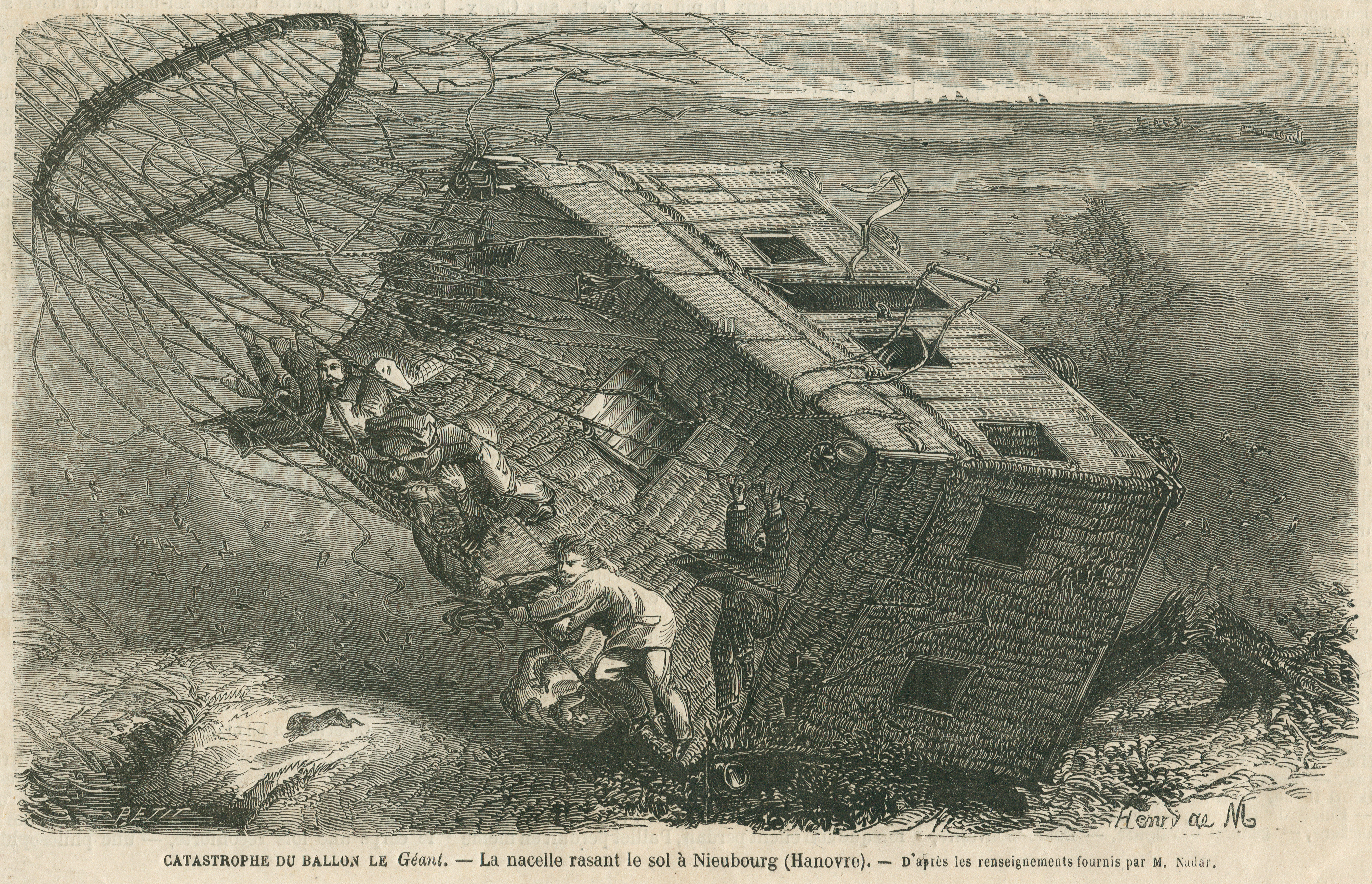
1863年汉诺威吕本山麓诺伊施塔特的报纸上关于纳达尔的插画

他于1853年拍摄了第一张照片，并于1858年成为实际上第一个进行空中摄影的人。他也是利用人造光进行摄影的先驱。1858年，他开始在摄影室裡使用电灯进行拍摄；1859年，他利用人造光（一种煤气灯）拍摄了巴黎的地下陵墓和下水道，大约用了20分钟进行曝光。 
1882年，纳达尔退休，并且他访问了原法国科学院院长米歇尔·欧仁·谢弗勒尔。于1886年出版，这成为历史上最早的摄影访谈。。1825年他和盖·吕萨克一起申请了十九酸蜡烛的生产专利，促进了蜡烛工业的发展。
在1870年的普法战争期间，纳达尔组织了一个汽球兵团，突破普鲁士军队对巴黎的围困，将气球发往其他地方和飞回，保持了巴黎与外界的联系。
納達爾在晚年時出版了《當我還是攝影家時》（Quand j'étais photographe）一書，該書曾被翻譯成英文，於2015年由麻省理工學院出版社出版。這本書充滿了他的攝影軼事和樣本，其中包括許多知名人士的肖像。

## 部分纳达尔拍摄的名人肖像

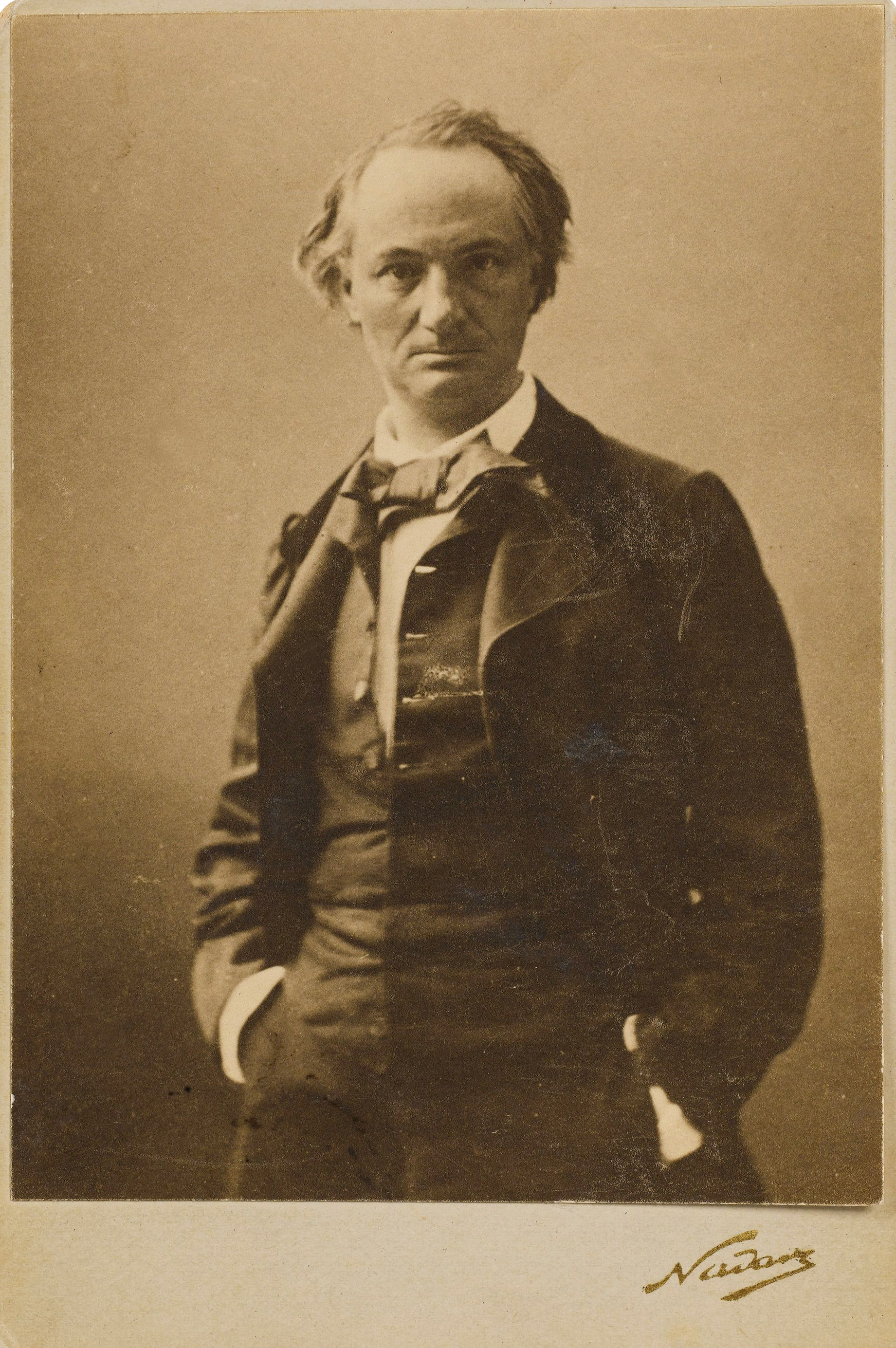
夏尔·波德莱尔
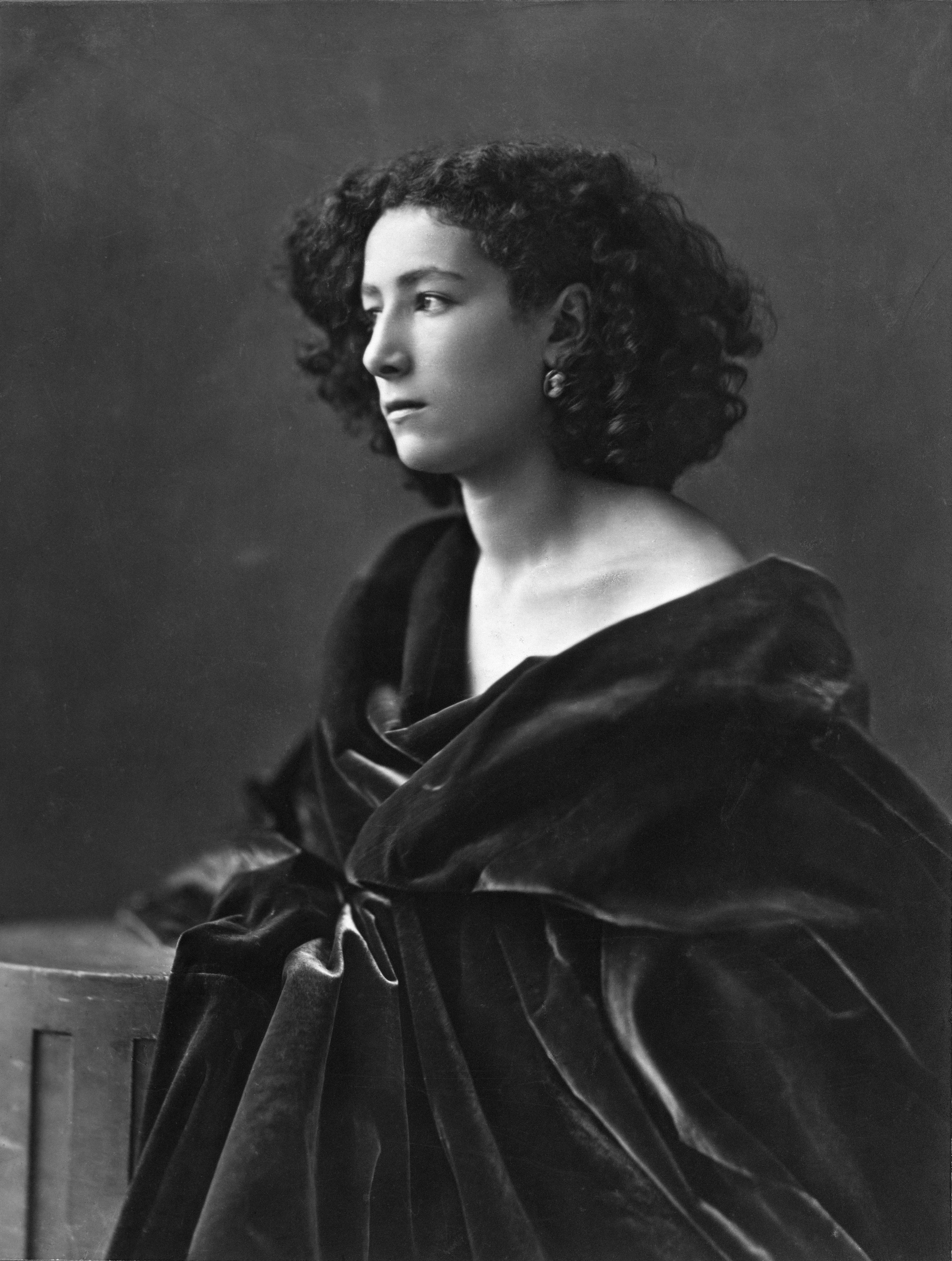
莎拉·伯恩哈特
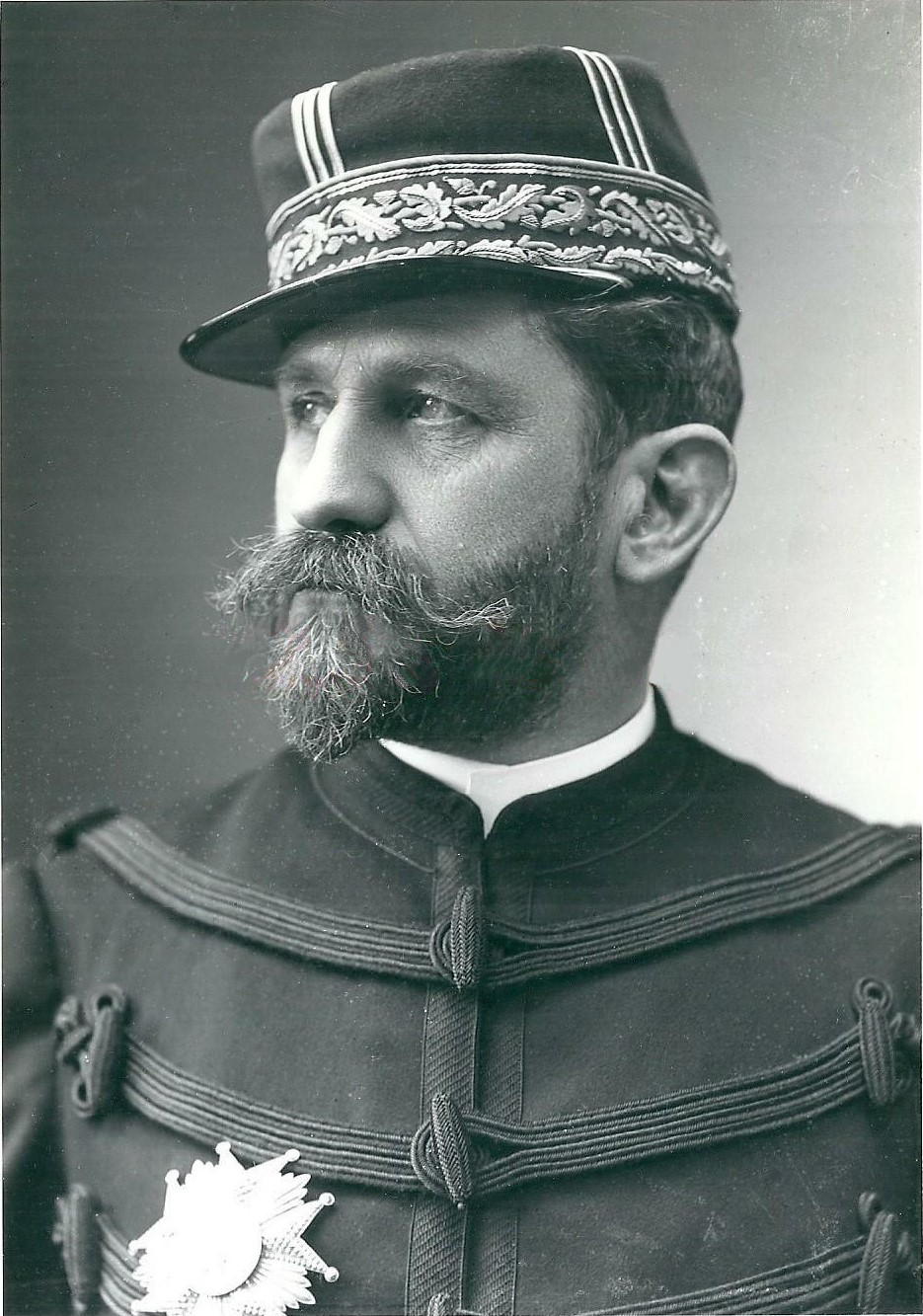
乔治·布朗热
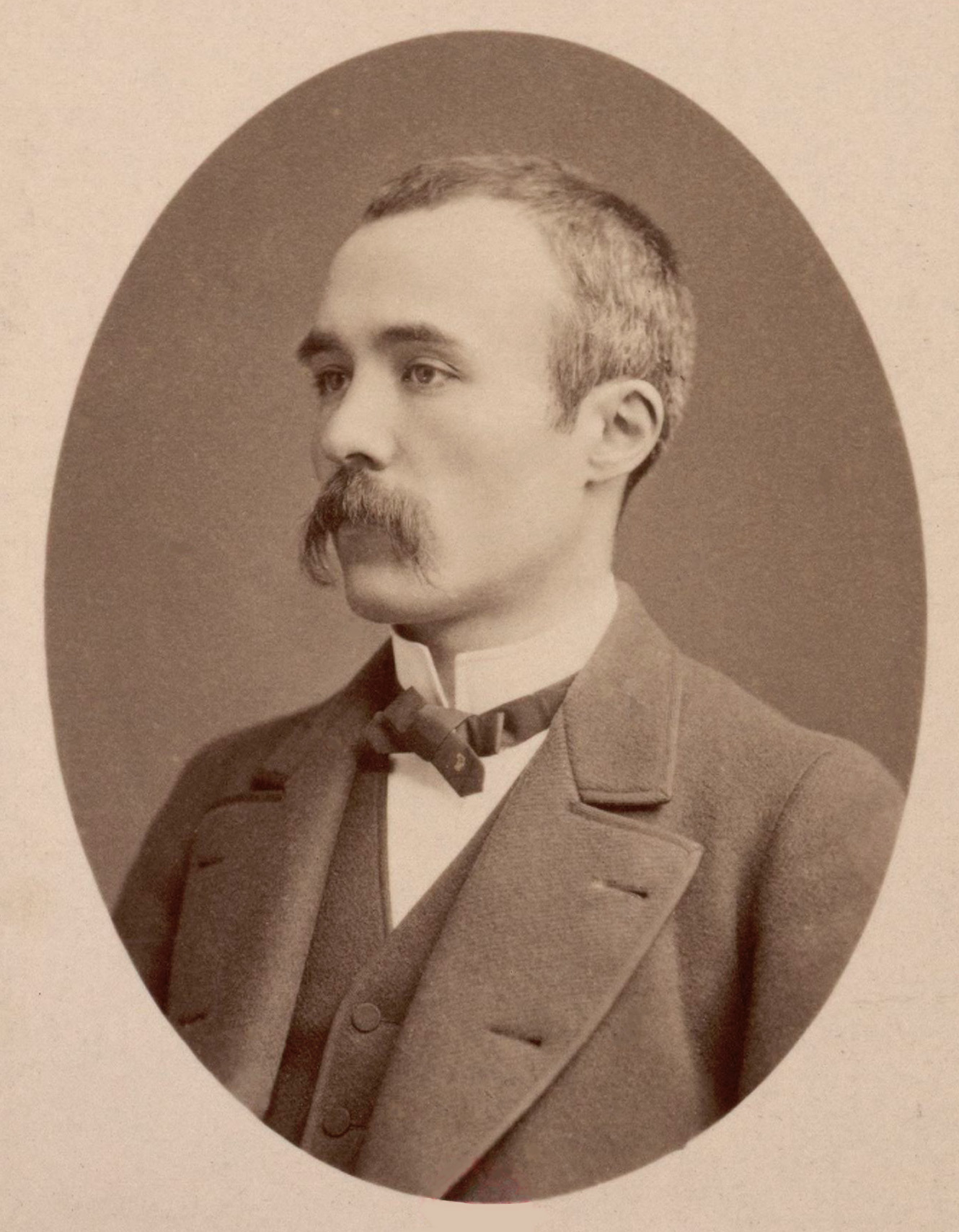
乔治·克列孟梭
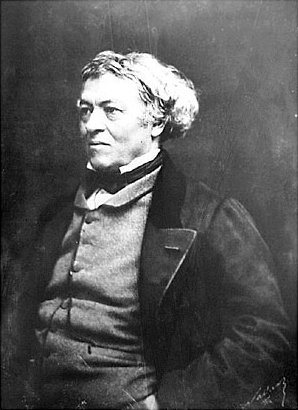
让-巴蒂斯·卡米耶·柯洛
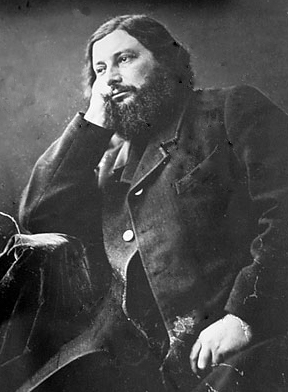
居斯塔夫·库尔贝
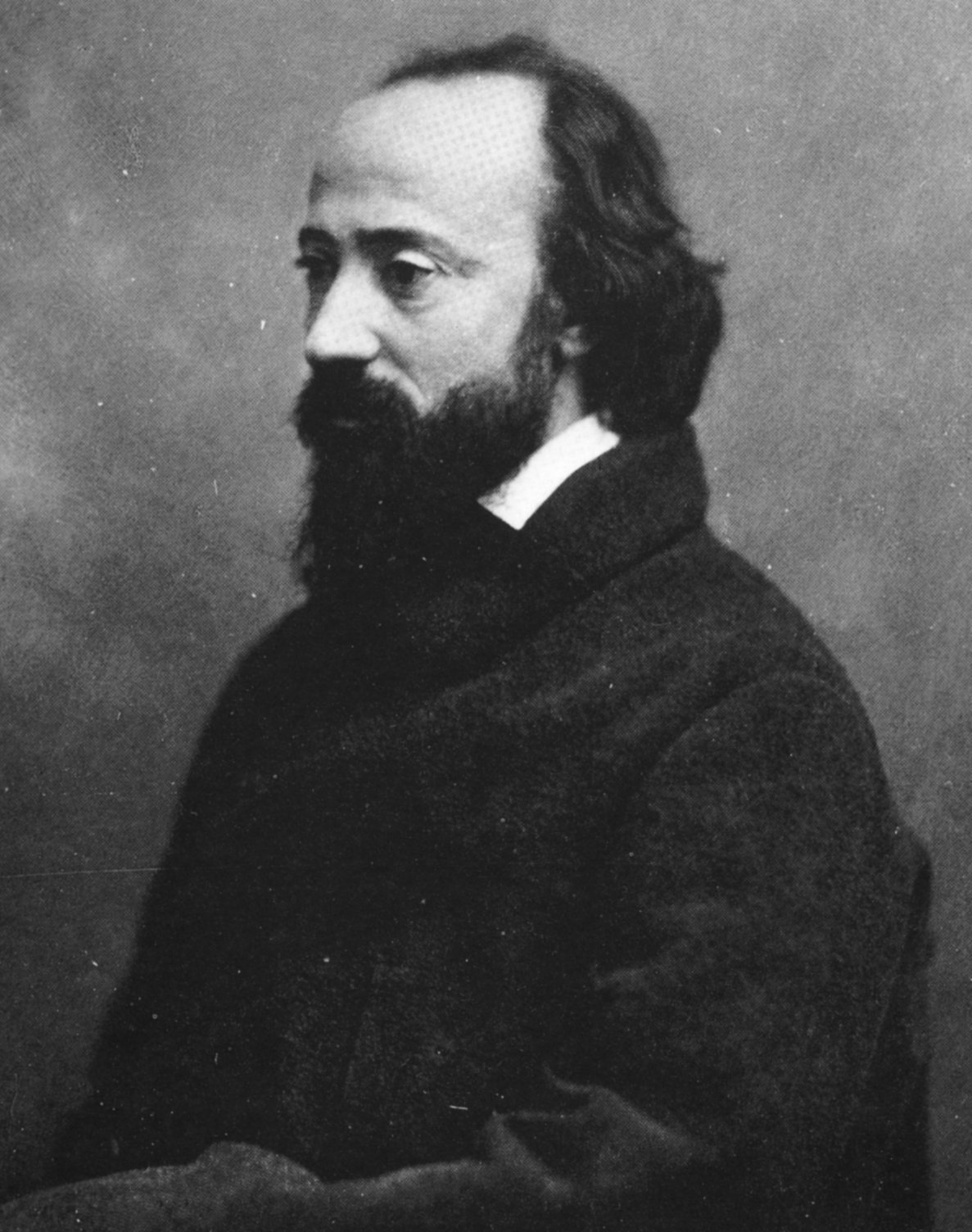
夏尔-弗朗索瓦·多比尼
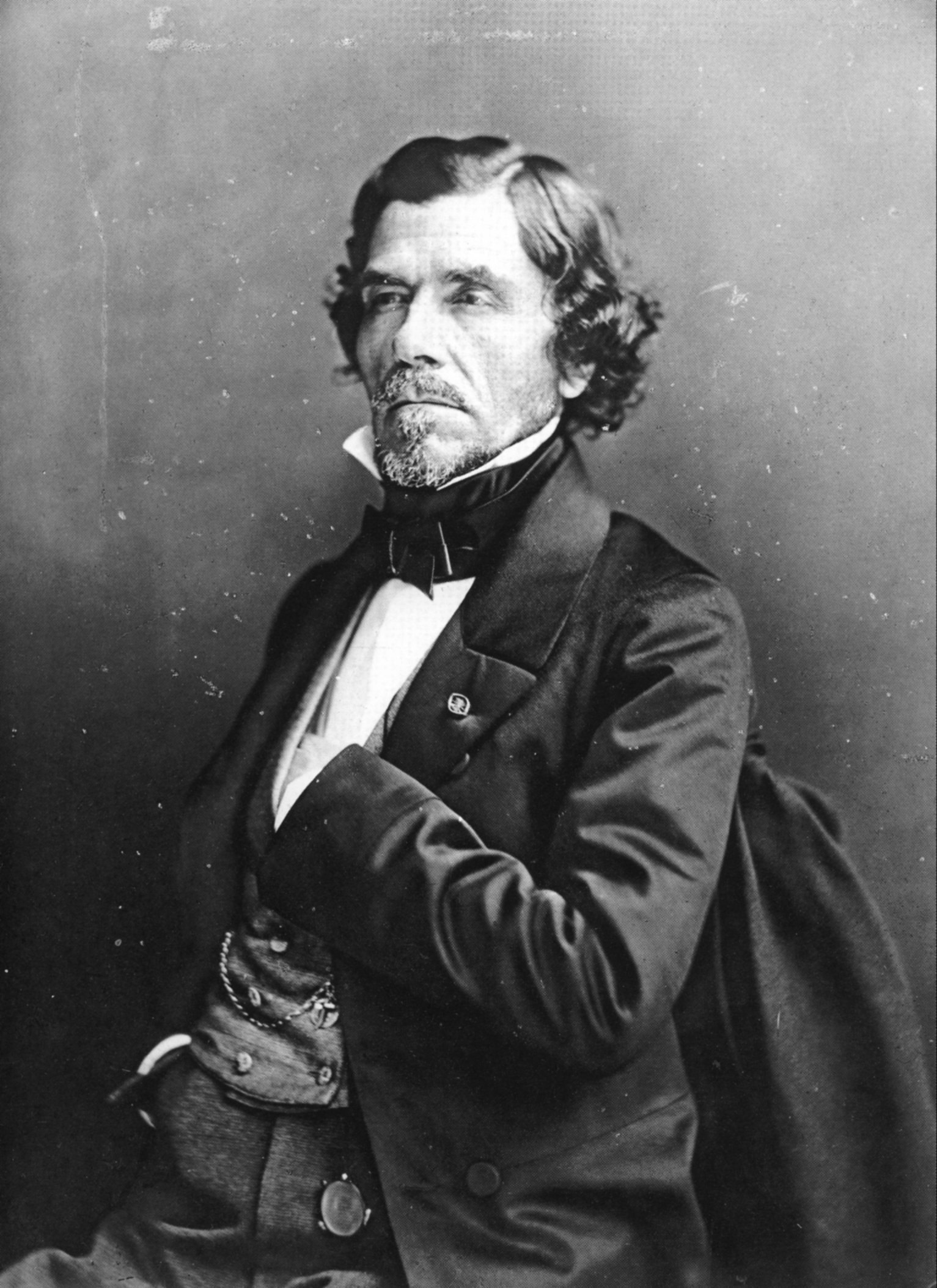
欧仁·德拉克罗瓦
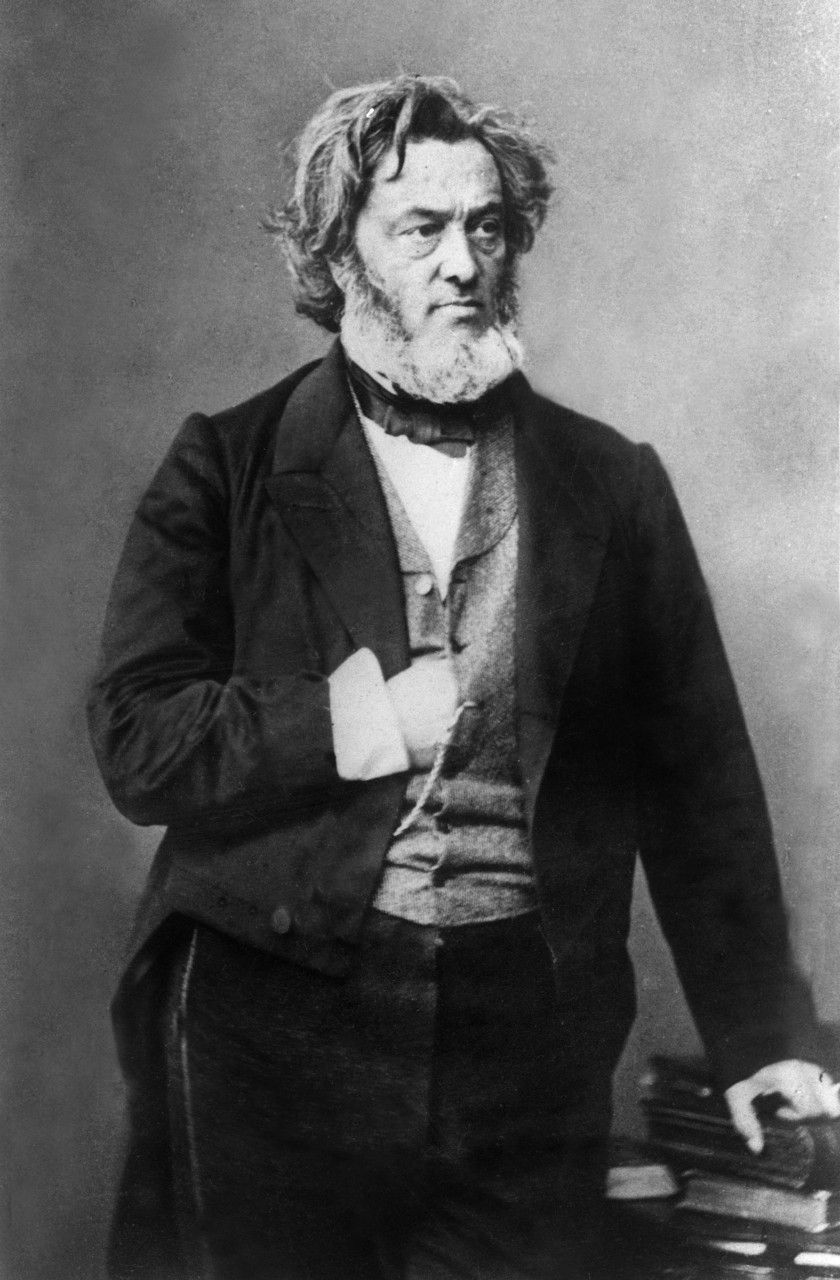
儒勒·法夫尔，1865年
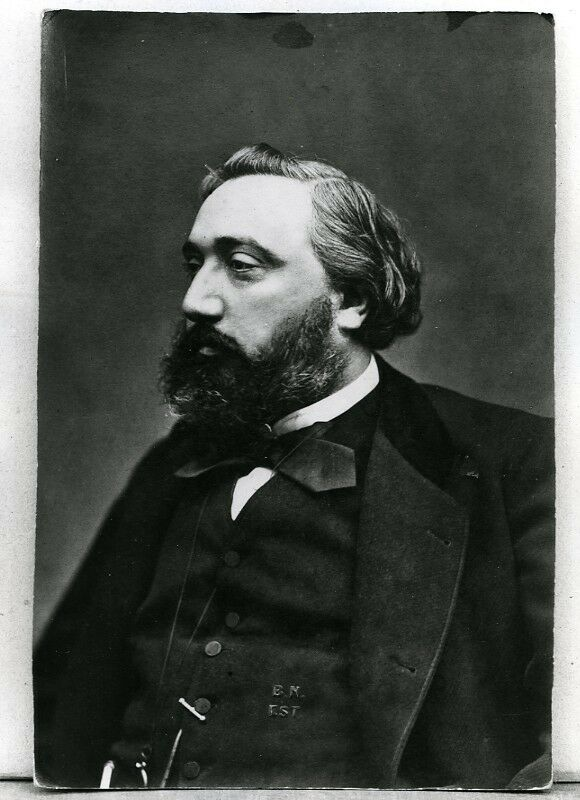
莱昂·甘必大，1870年
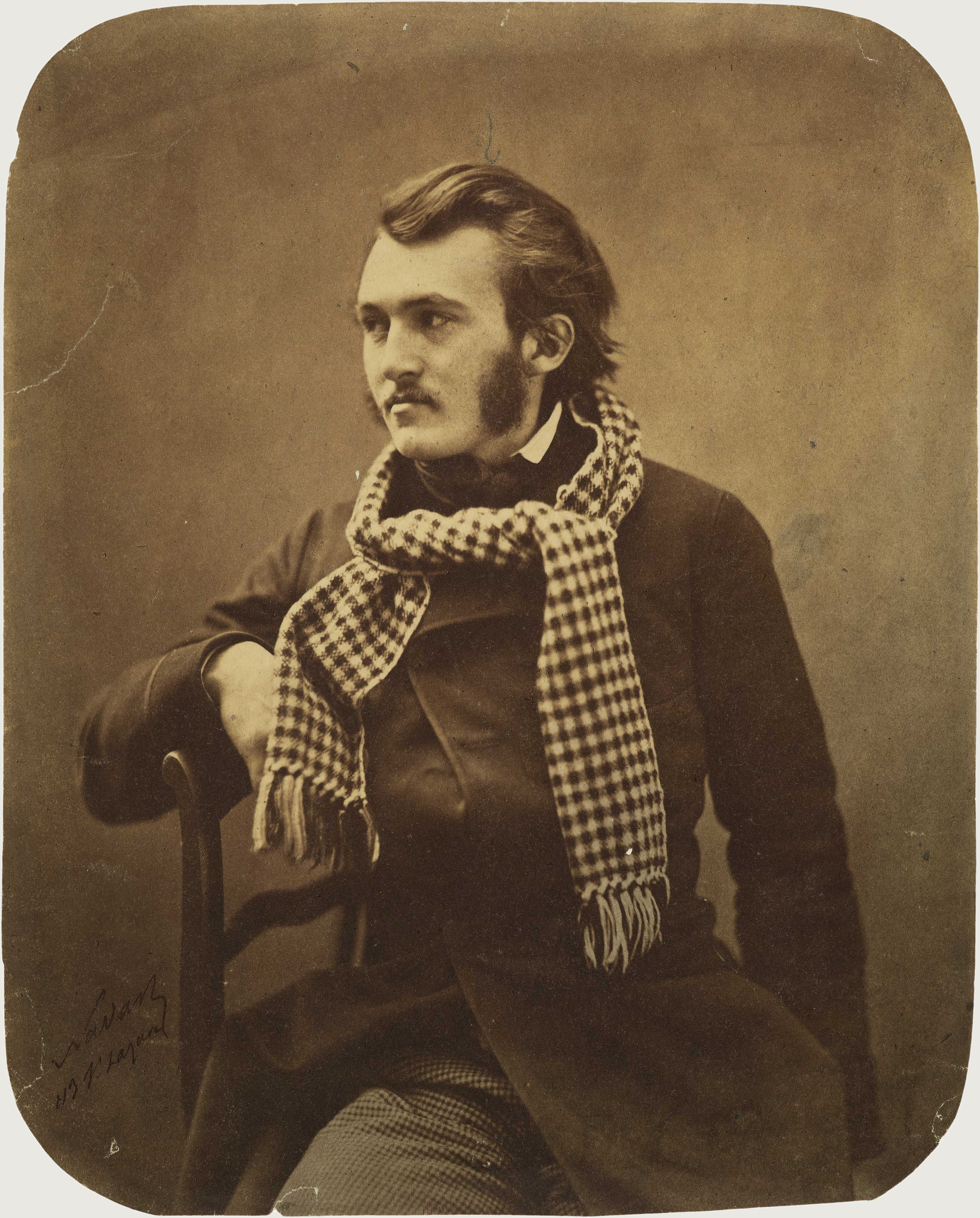
古斯塔夫·多雷 (1859)
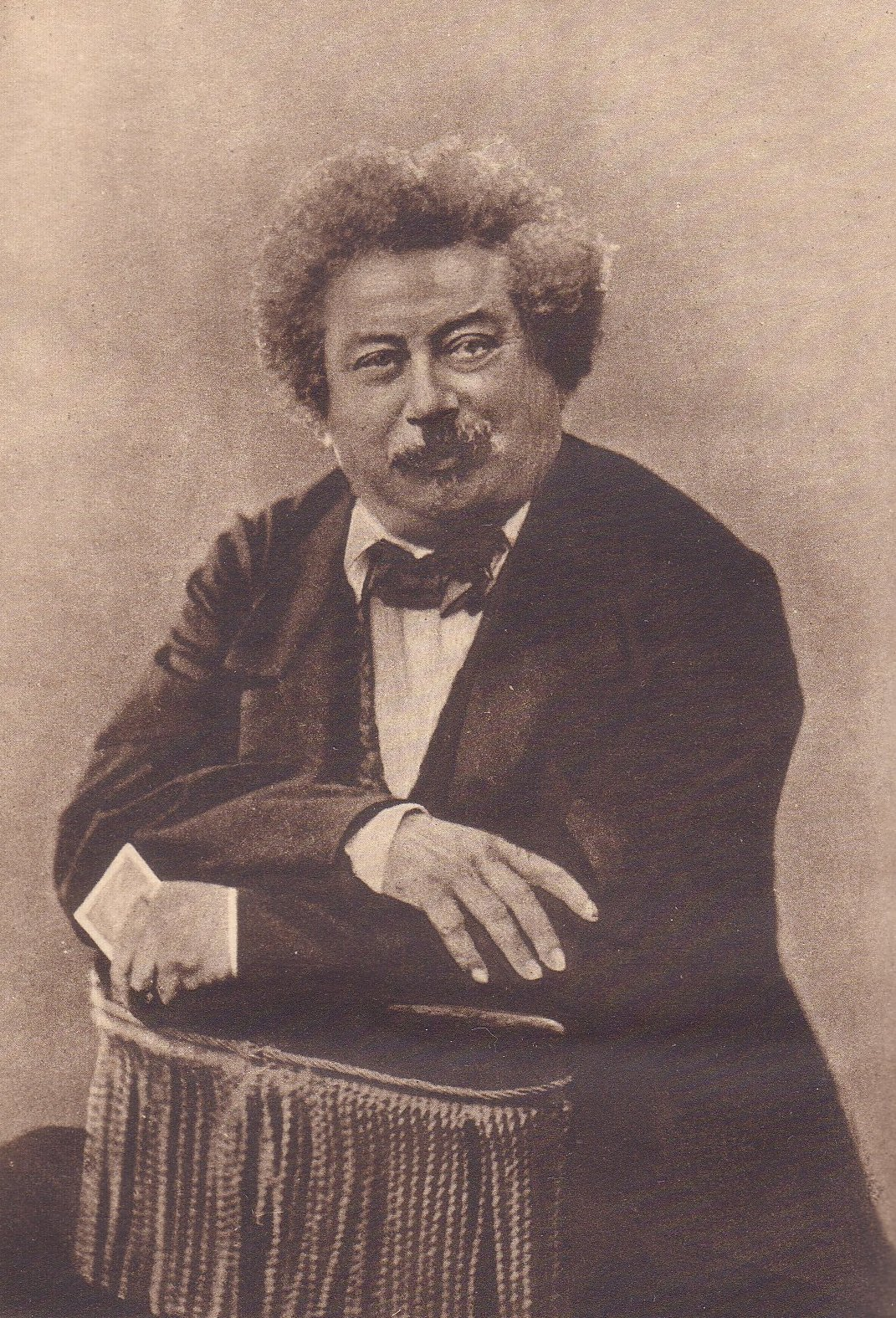
大仲马
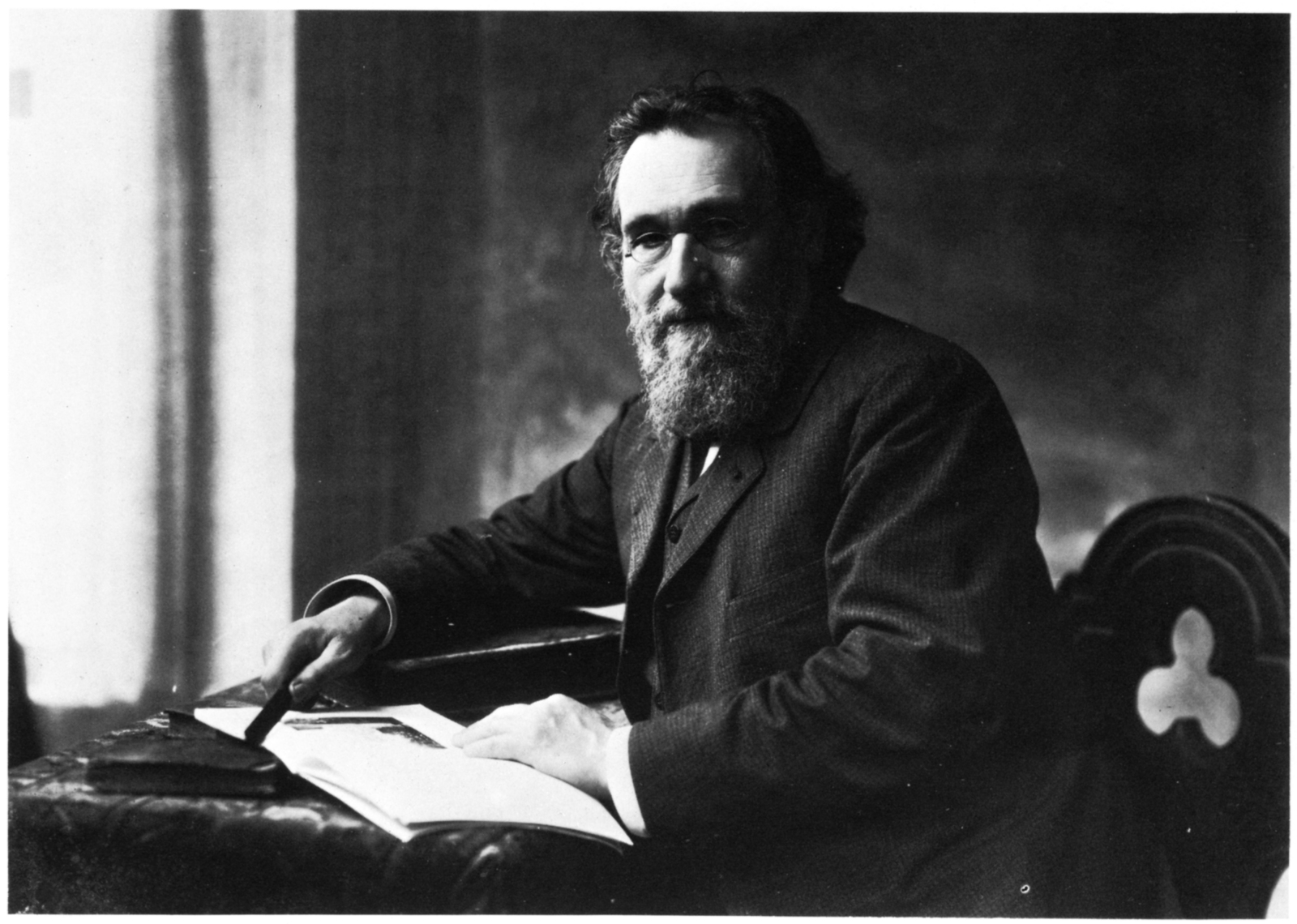
梅契尼可夫
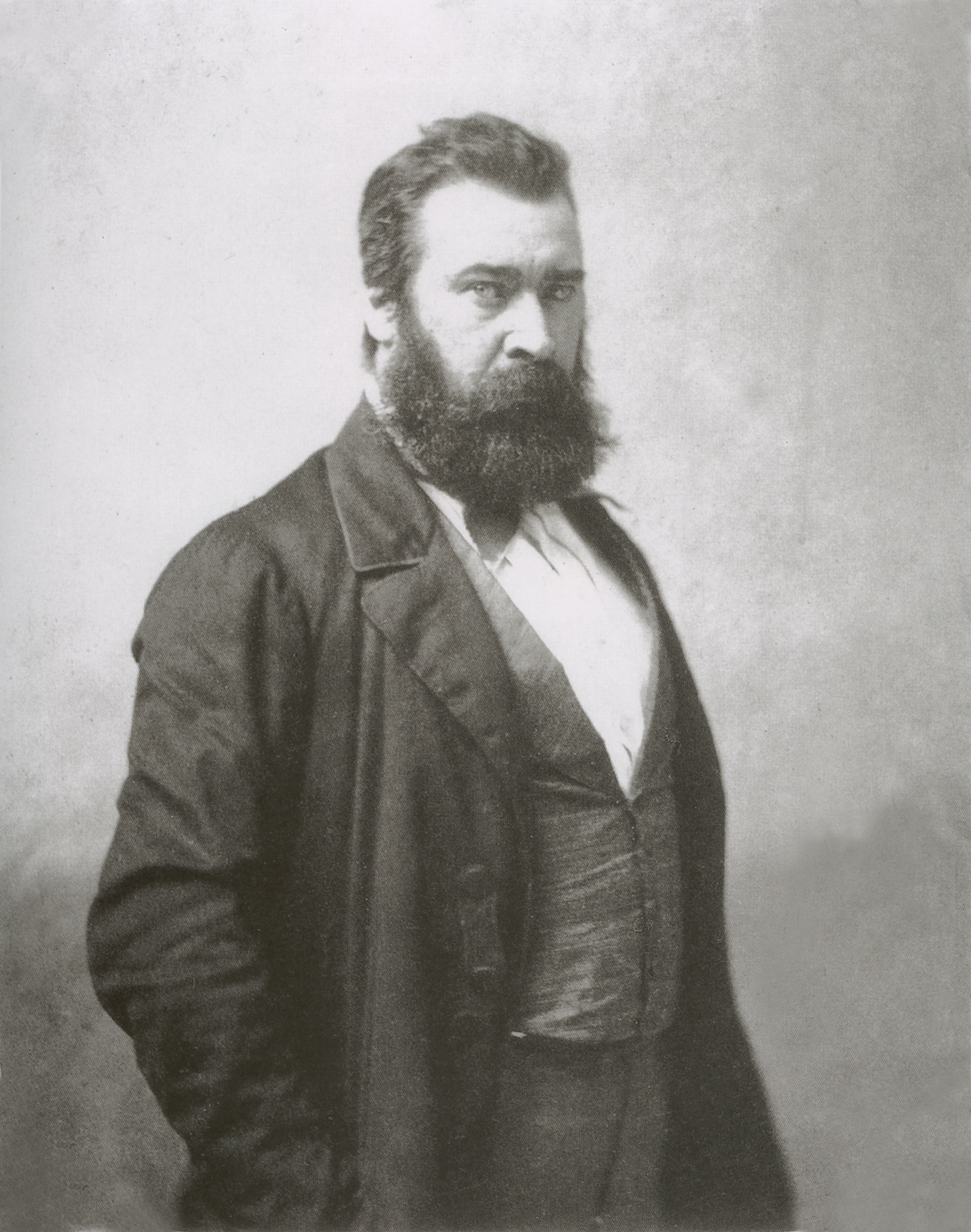
讓-弗朗索瓦·米勒
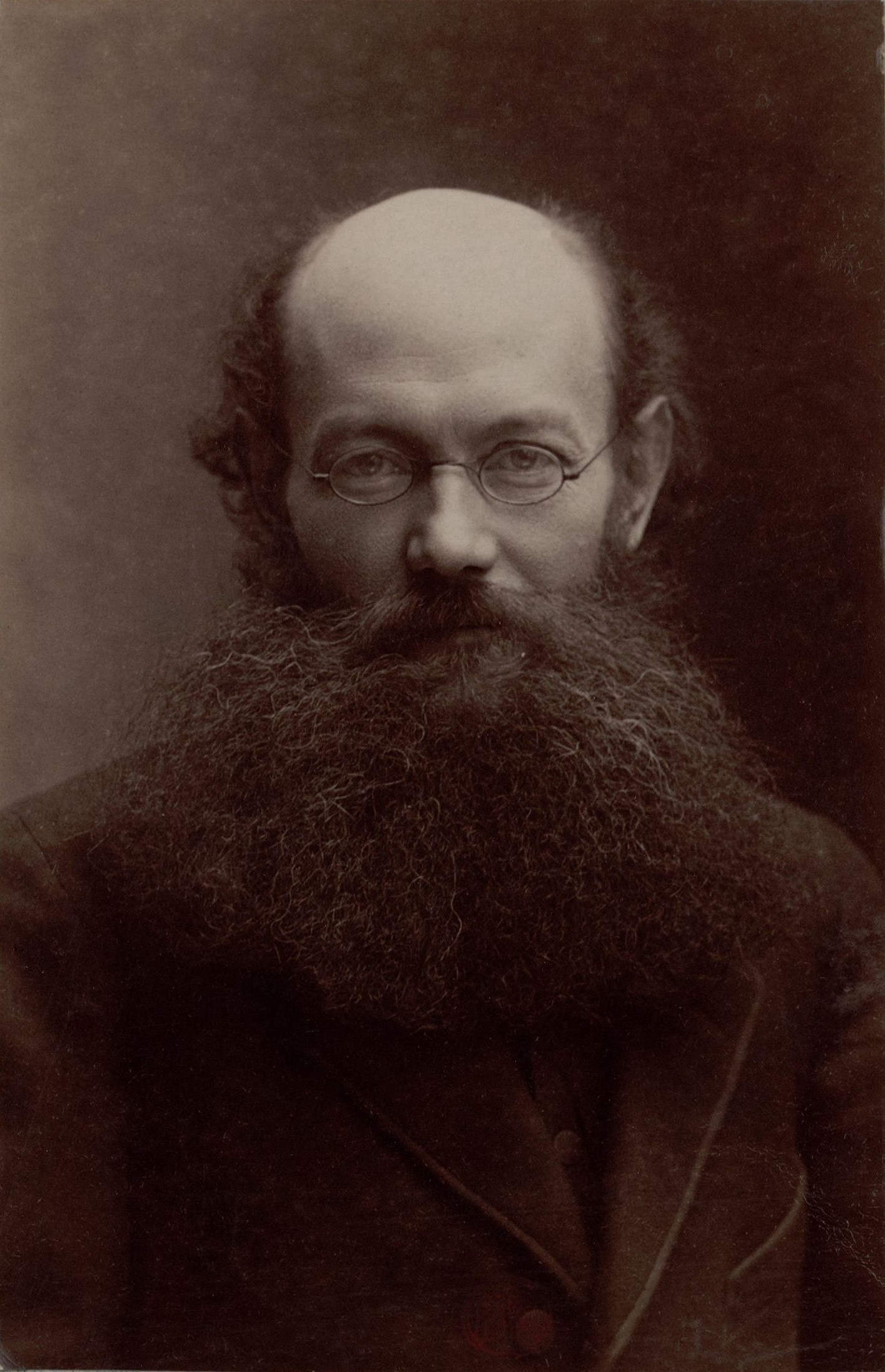
彼得·克鲁泡特金
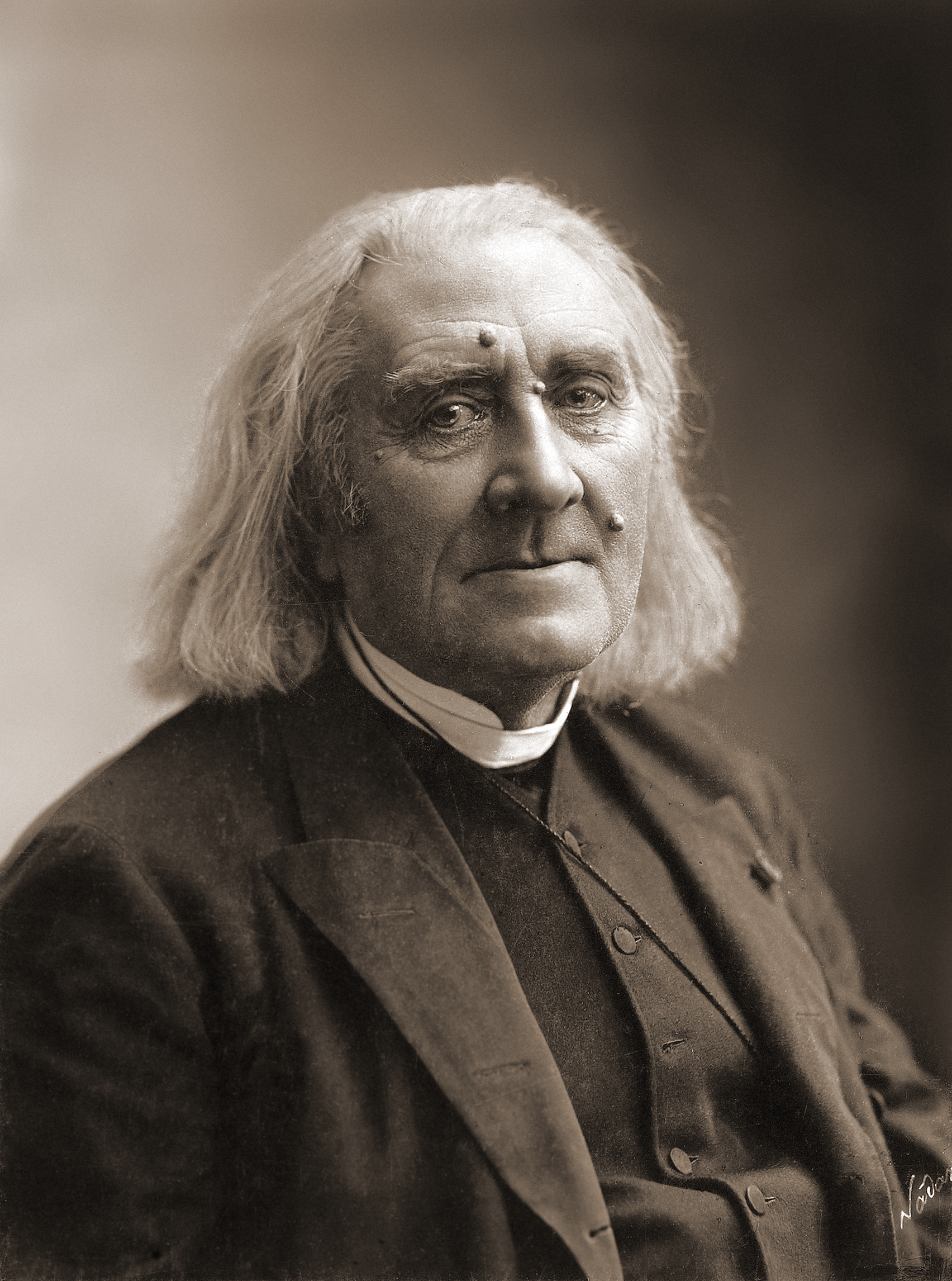
李斯特·费伦茨
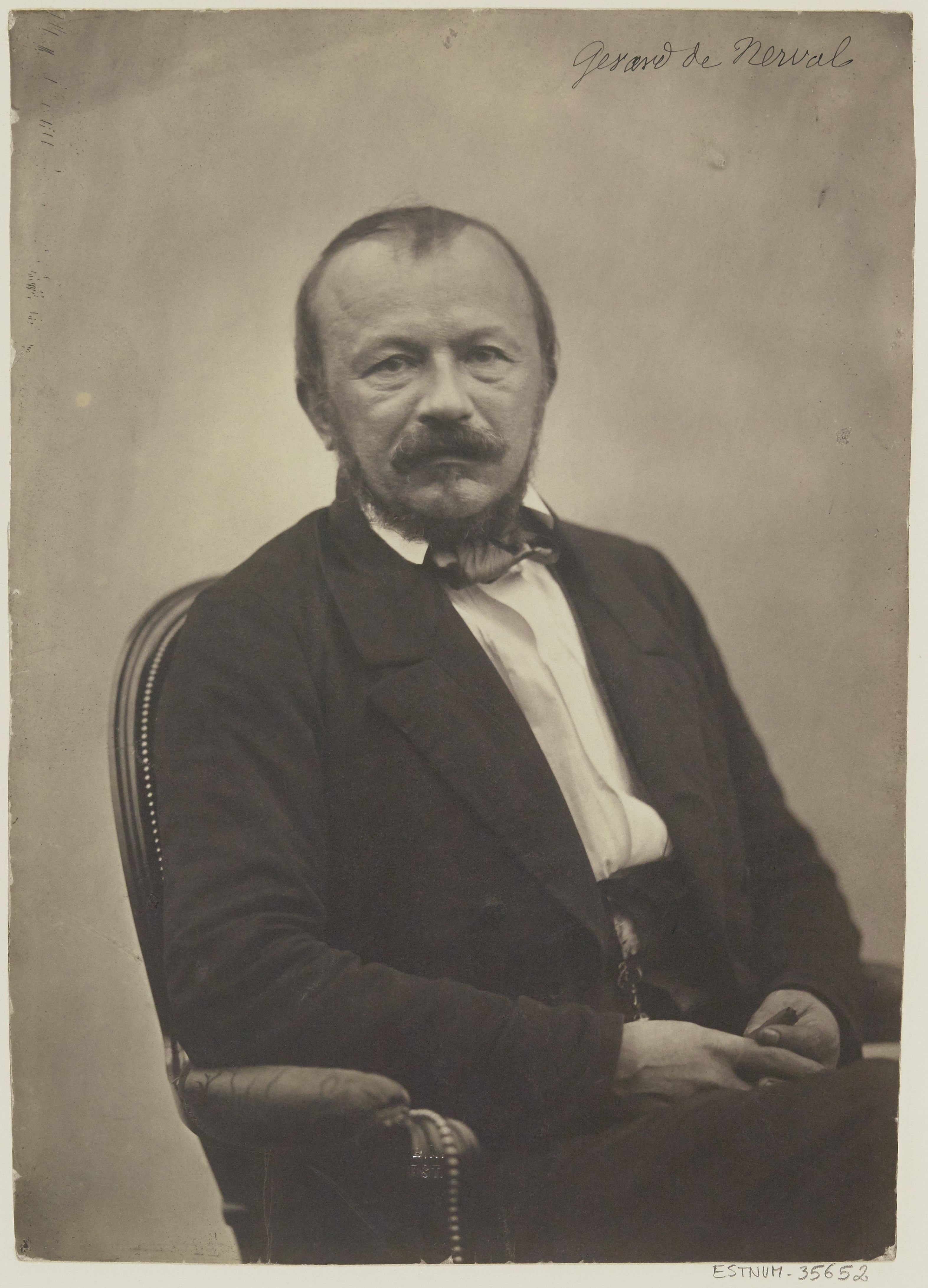
热拉尔·德内瓦尔
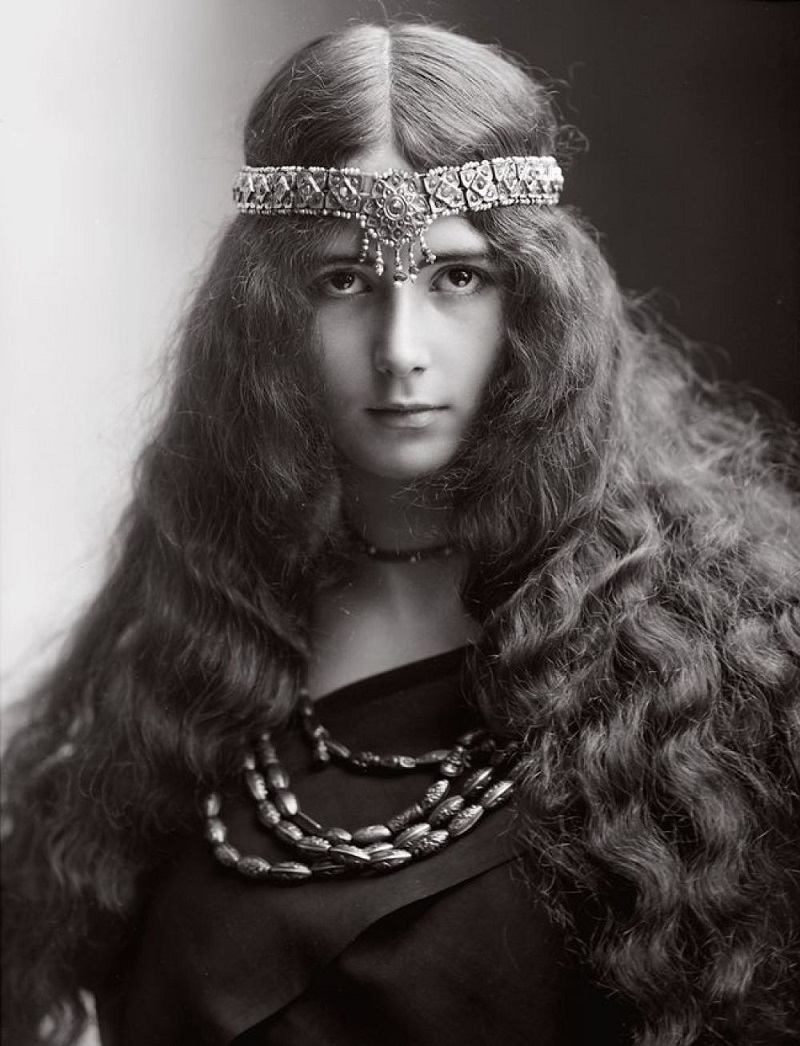
克里歐·德·梅洛德
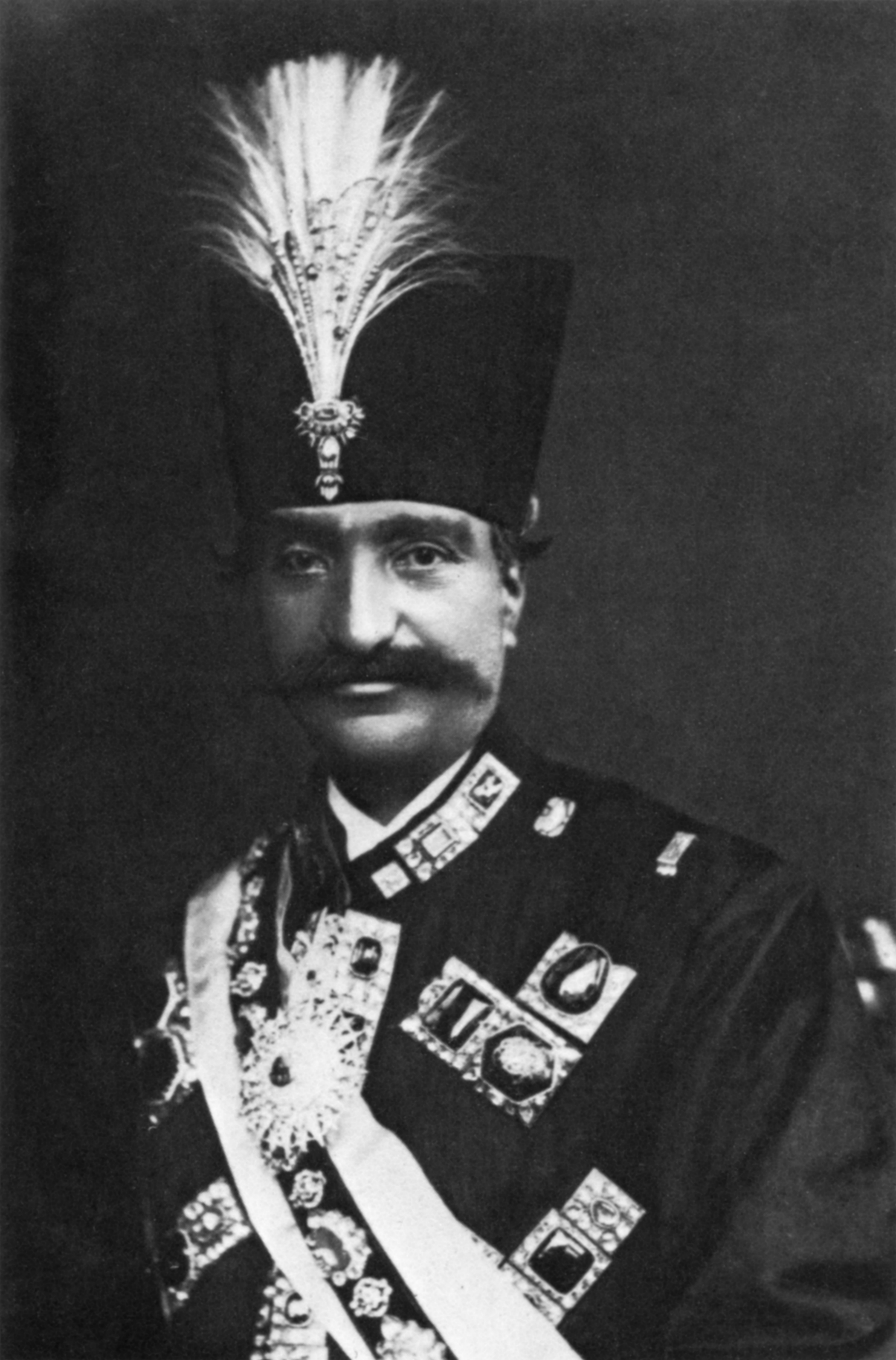
納賽爾丁·沙，伊朗卡扎尔王朝国王（1848-1896）
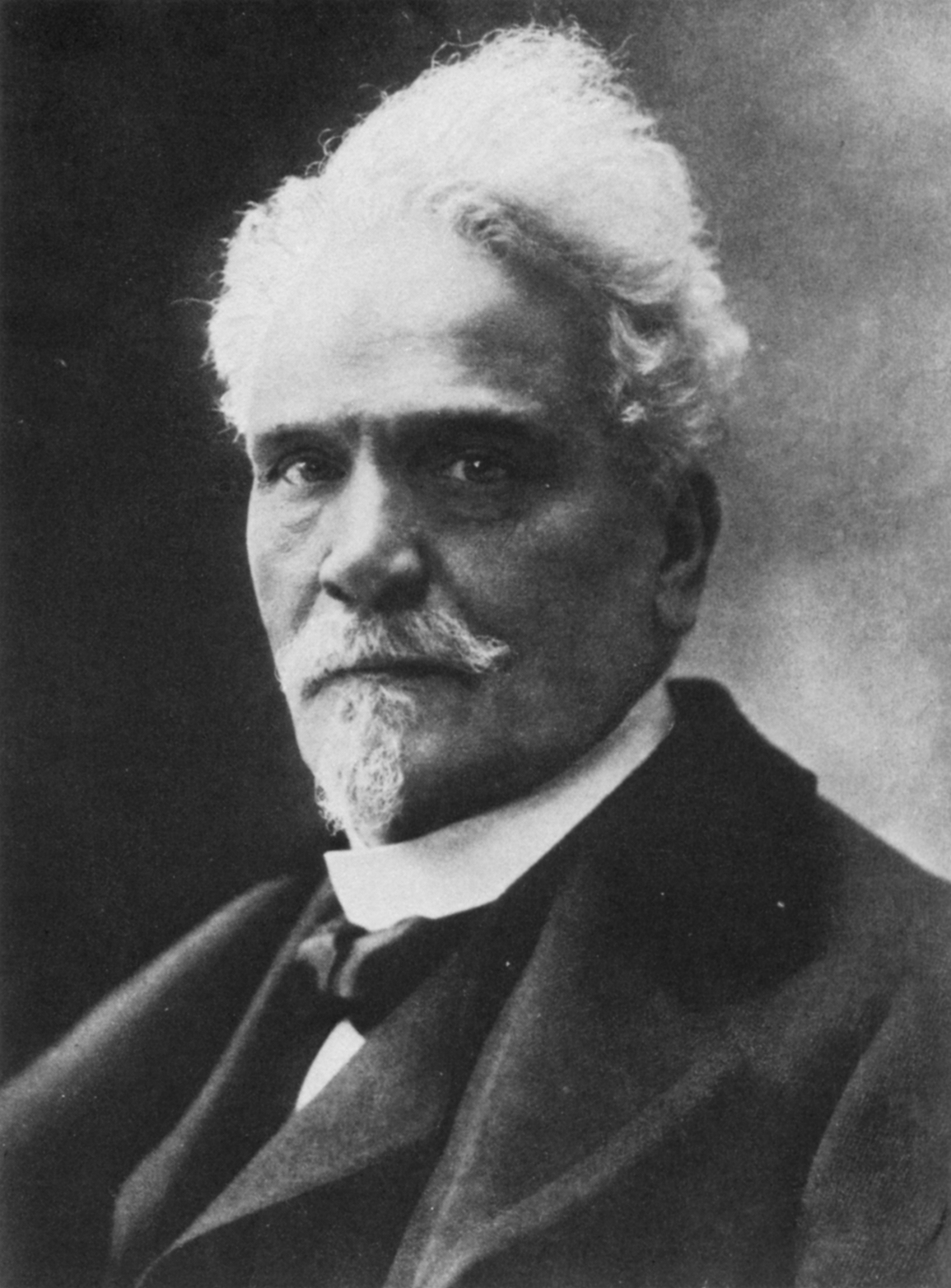
亨利·罗什福尔
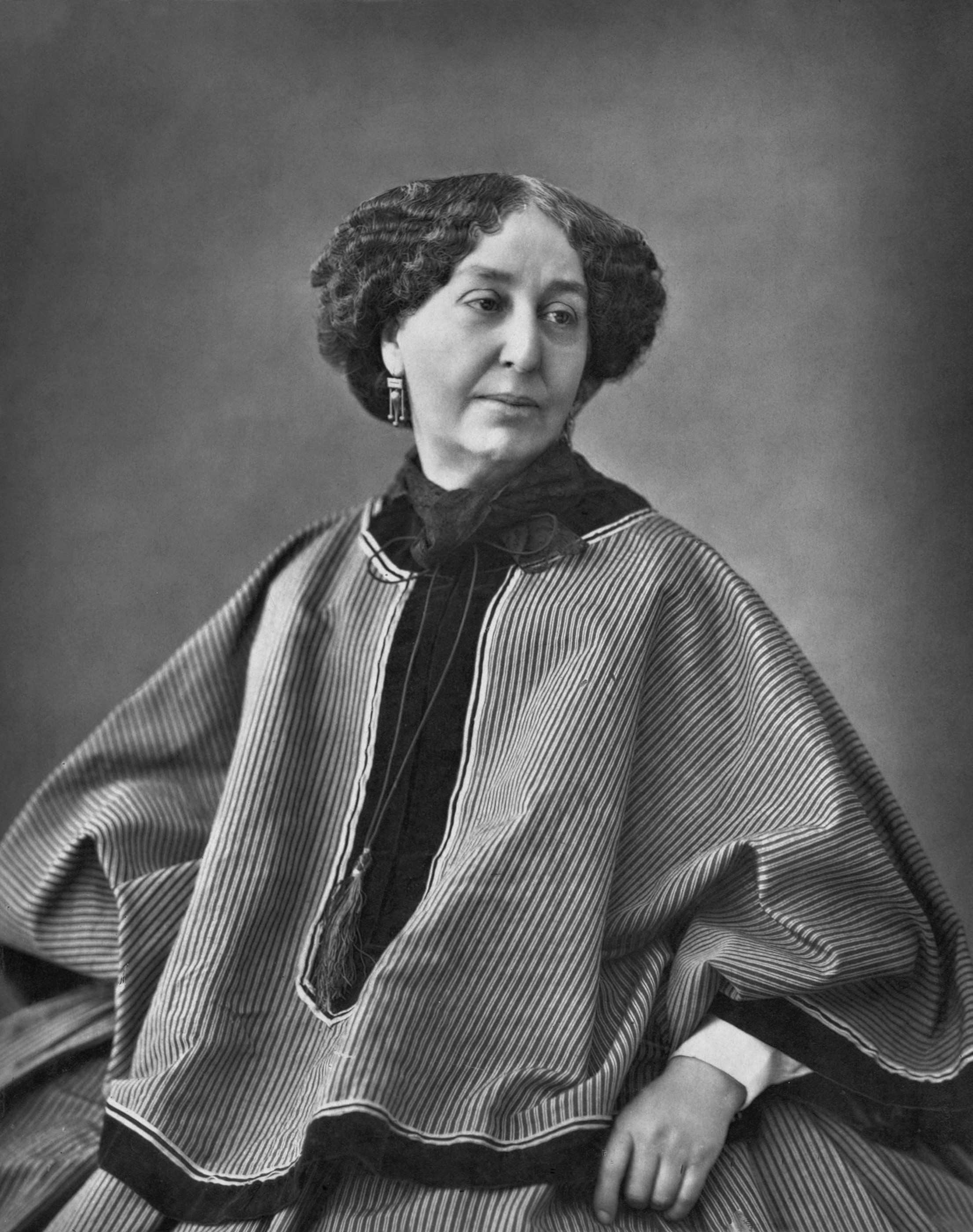
乔治·桑 (1864)
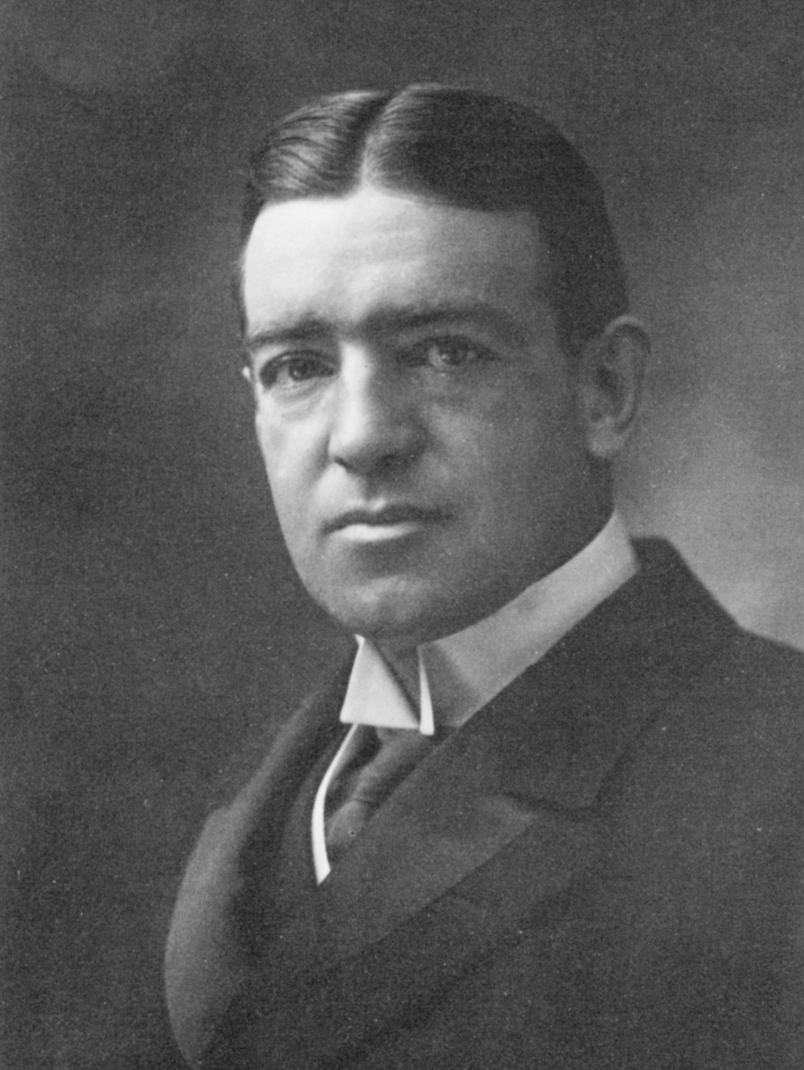
欧内斯特·沙克尔顿
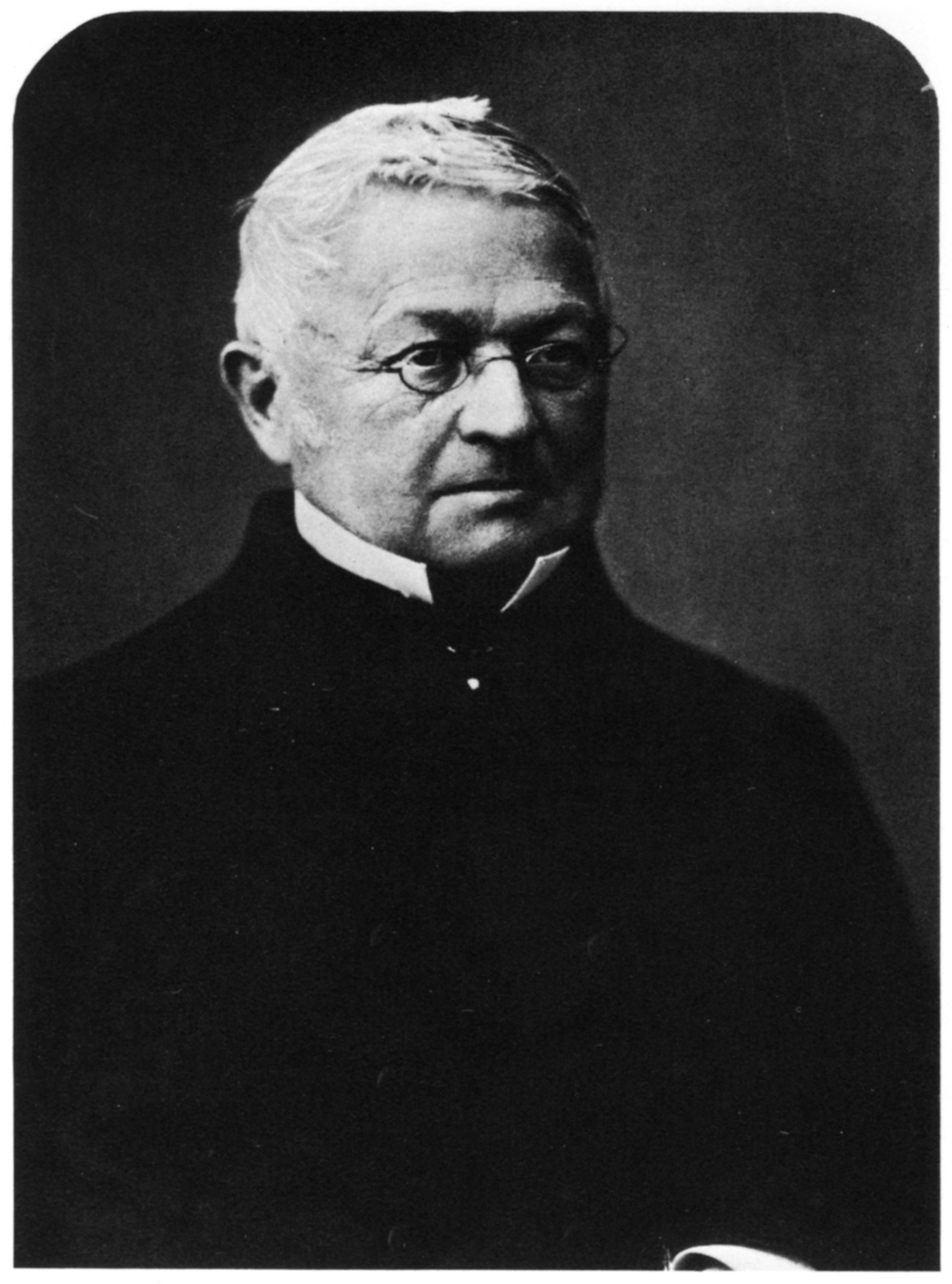
阿道夫·梯也爾
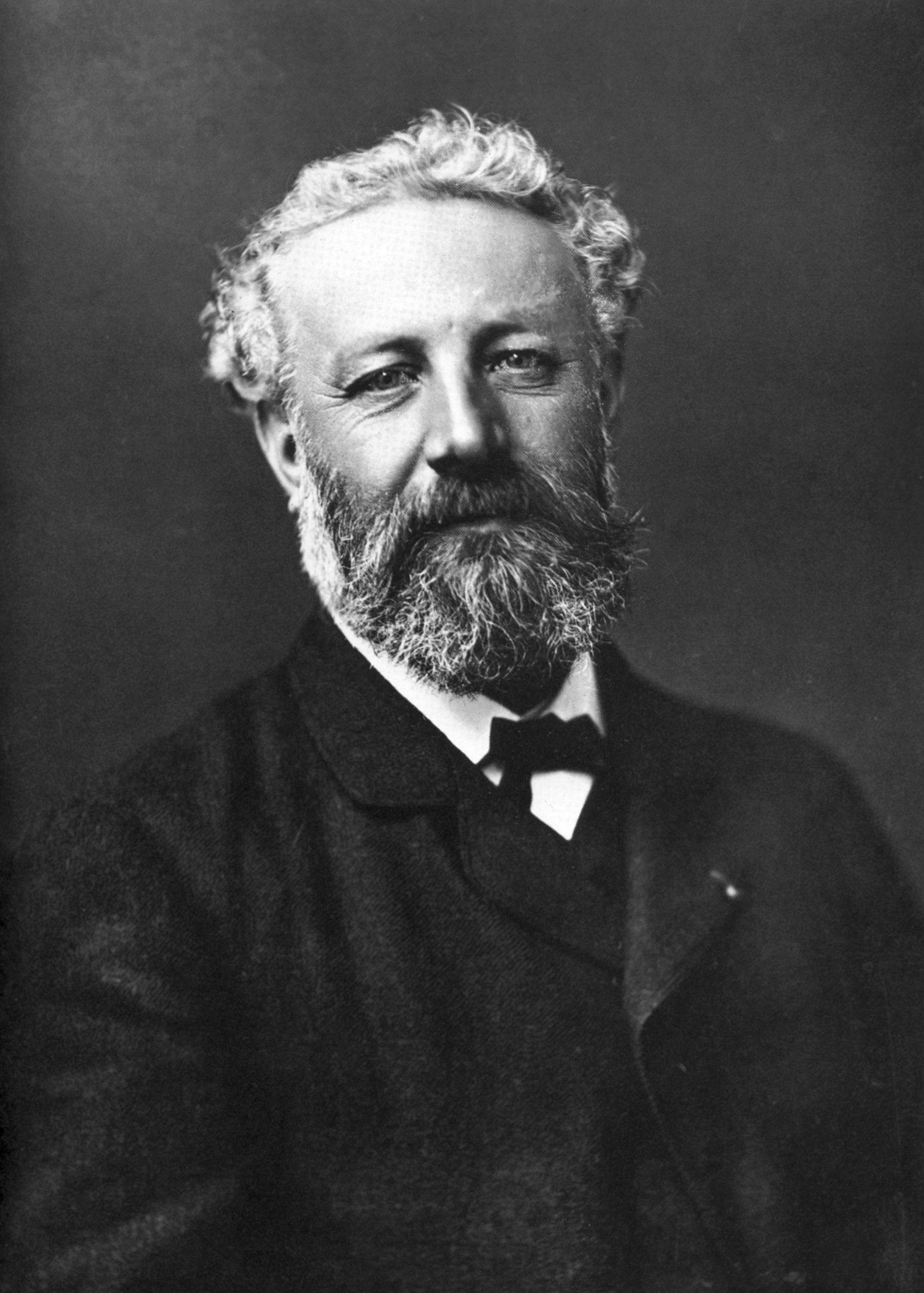
儒勒·凡尔纳
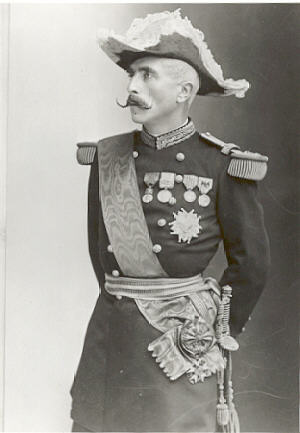
加利费侯爵
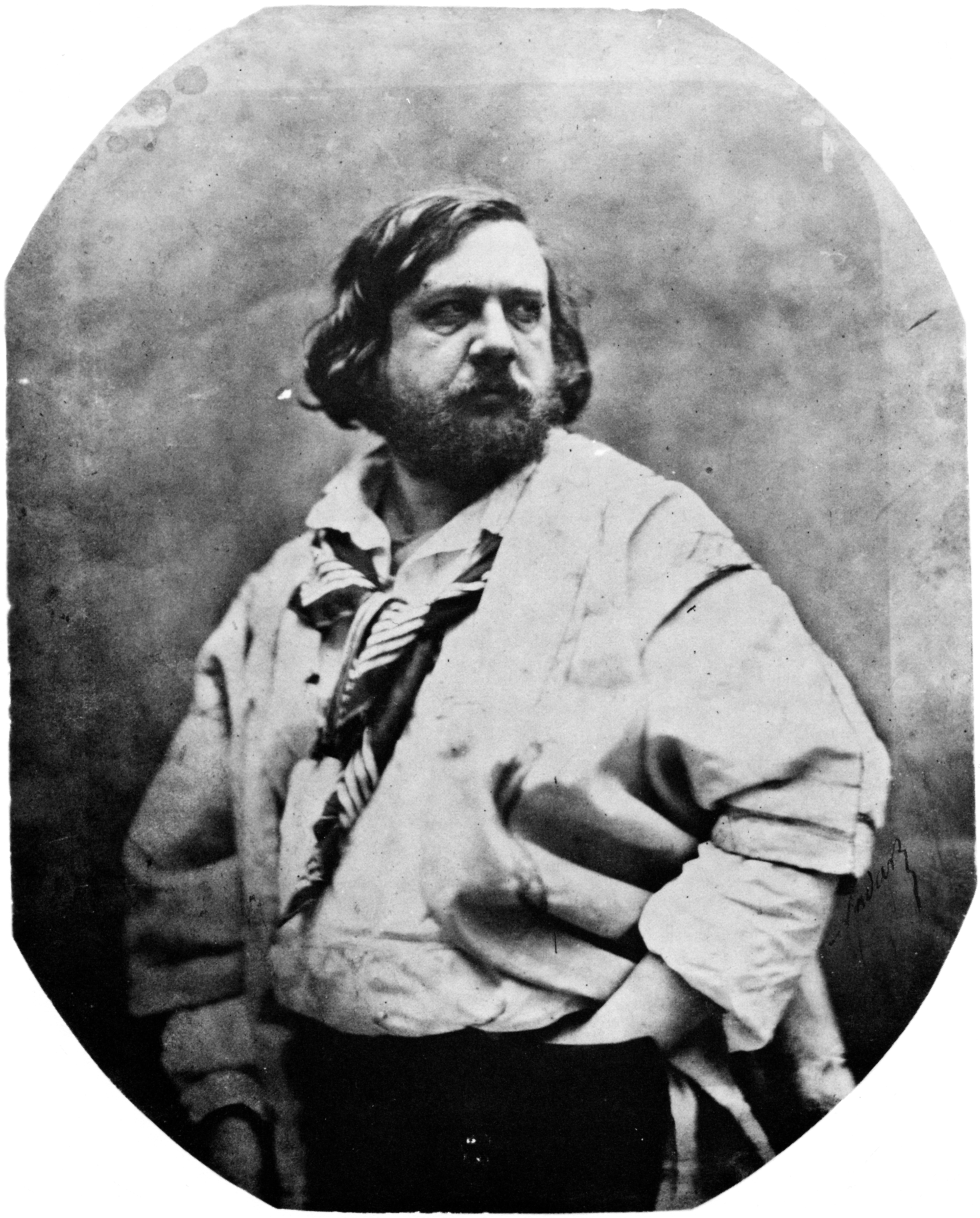
泰奥菲尔·戈蒂耶
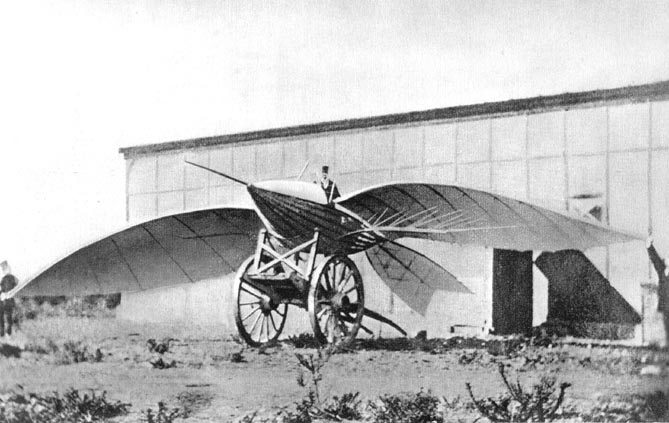
勒·布里和他的飞行器信天翁II
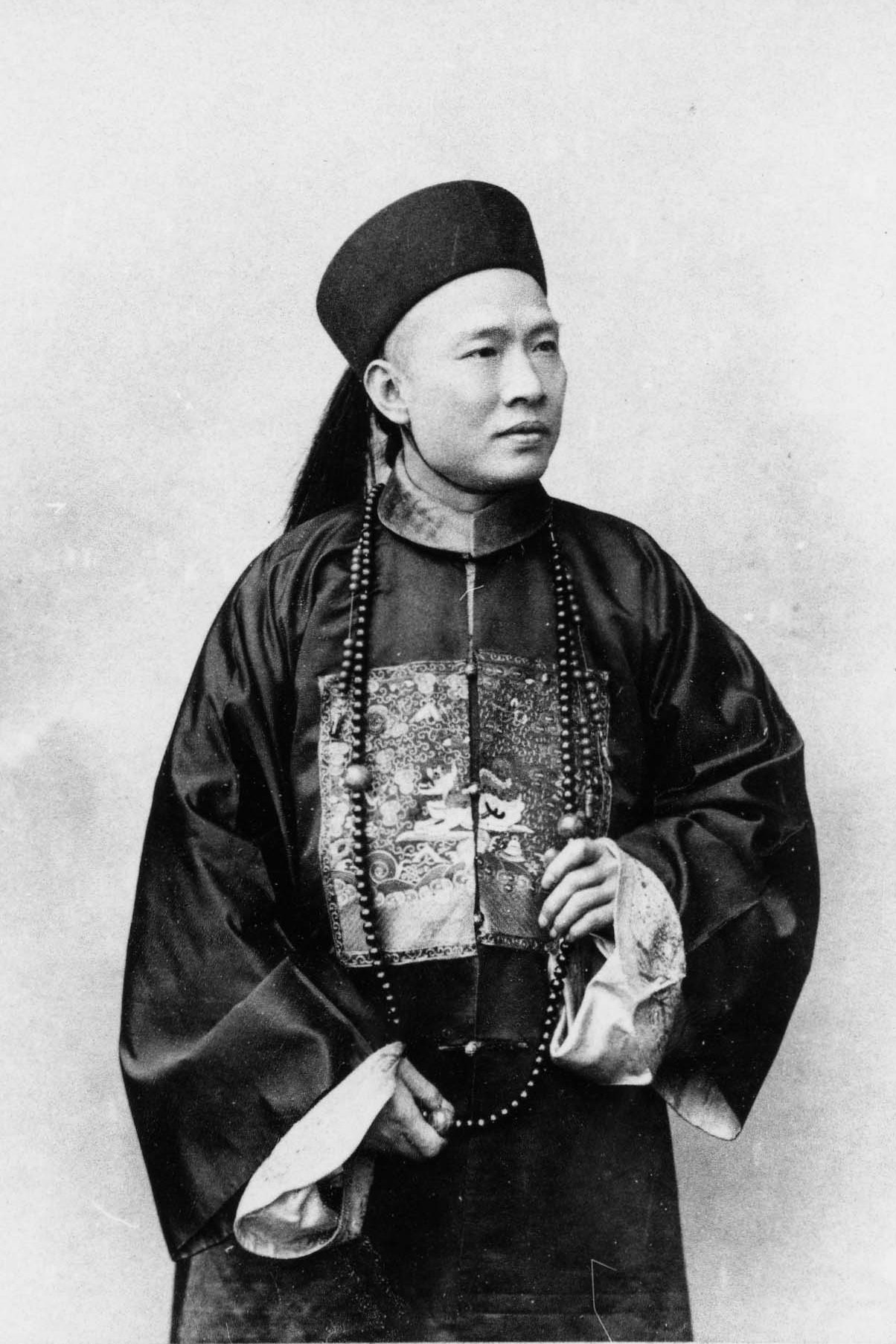
陳季同
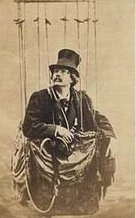
纳达尔自己的肖像照
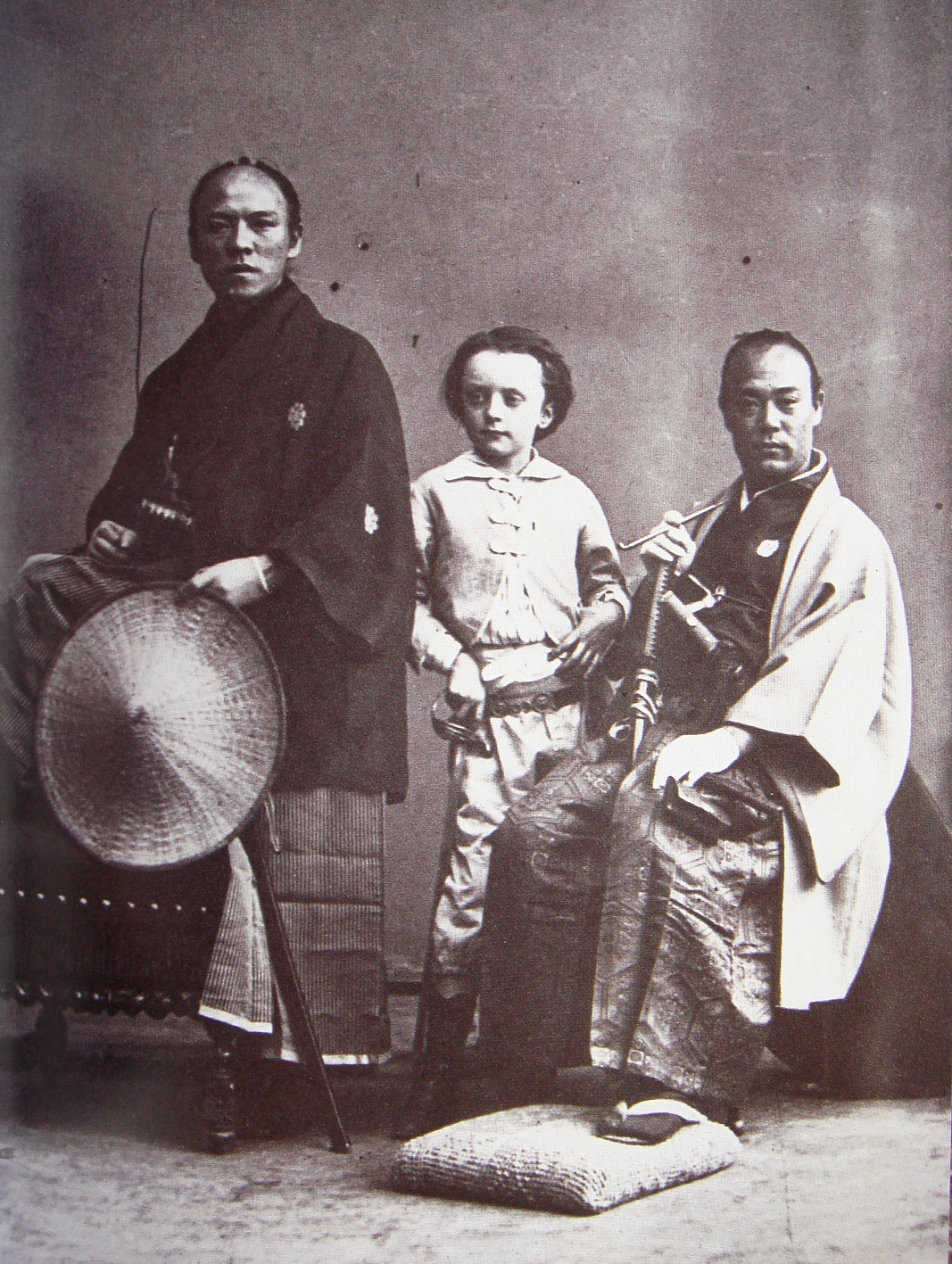
纳达尔的儿子与日本第二次遣欧使节，摄于1863年
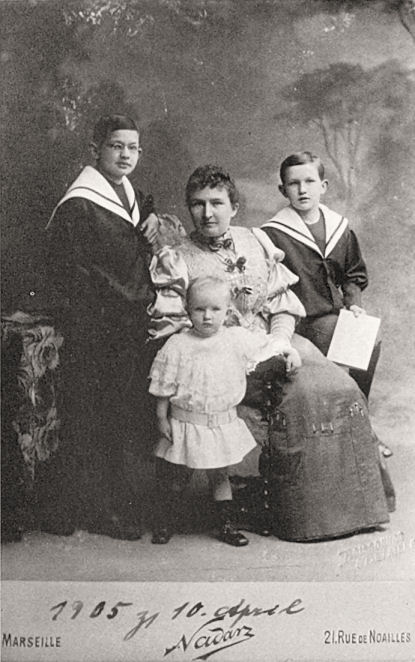
以后成为画家的Charles Crodel拿着一本素描簿，纳达尔在马赛的一家酒店，摄于1905年